# Elecciones presidenciales de Colombia de 2026
Las elecciones presidenciales de Colombia de 2026 se realizarán en el año 2026 para elegir al presidente y vicepresidente de la República de Colombia para el período 2026-2030.
El proceso se ha caracterizado por un clima de intensa polarización, dada la discusión respecto a la consulta popular y la reforma laboral por parte del gobierno del presidente Gustavo Petro. Además de esto, se presentó el asesinato del precandidato Miguel Uribe Turbay, que falleció el 11 de agosto de 2025.

## Legislación
Según la Constitución de Colombia, pueden ejercer su derecho a sufragio los ciudadanos mayores de 18 años de edad que no hagan parte de la Fuerza Pública, no estén en un proceso de interdicción, y que no hayan sido condenados. Las personas que se encuentran en centros de reclusión, tales como cárceles o reformatorios, podrán votar en los establecimientos que determine la Registraduría Nacional. La inscripción en el registro civil no es automática, el ciudadano debe dirigirse a la sede regional de la Registraduría para inscribir su identificación personal en un puesto de votación.
La elección del presidente de la república se hace junto con la del vicepresidente, siendo este último su fórmula; la estadía en el cargo será de cuatro años sin posibilidad de reelección. El proceso de elección no se realizará simultáneamente con cualquier otro. La Constitución política en su artículo 191, establece que quien pretenda llegar al cargo debe ser colombiano de nacimiento y tener la nacionalidad, asimismo, ser mayor de treinta años. 
La primera vuelta se celebra el último domingo de mayo, que para el 2022 fue el día 29, y resulta ganador quien haya obtenido la mitad más uno de los votos. En caso de que ninguno de los aspirantes obtenga esta ponderación de los votos, los dos candidatos que en primera vuelta hayan obtenido la mayoría de los votos irán a la segunda vuelta; el ganador es quien logre la mayoría de los votos.
Los organismos encargados de velar administrativamente por el evento son la Registraduría Nacional del Estado Civil y el Consejo Nacional Electoral. El acto legislativo número 02 del 2015 decreta que el candidato presidencial que logra la segunda mayor votación obtiene una curul en el Senado y su fórmula vicepresidencial obtiene una curul en la Cámara de Representantes.

### Voto en blanco
De acuerdo con la sentencia C-490 de 2011 de la Corte Constitucional de Colombia, que declaró la exequibilidad de la Ley 1475 (Reforma Política), el voto en blanco es «una expresión política de disentimiento, abstención o inconformidad, con efectos políticos» y agrega que «el voto en blanco constituye una valiosa expresión del disenso a través del cual se promueve la protección de la libertad del elector. Como consecuencia de este reconocimiento la Constitución le adscribe una incidencia decisiva en procesos electorales orientados a proveer cargos unipersonales y de corporaciones públicas de elección popular».

De acuerdo con el artículo 9 del Acto Legislativo 01 de 2009, en caso de victoria del voto en blanco, 
"Deberá repetirse por una sola vez la votación para elegir miembros de una corporación pública, gobernador, alcalde o la primera vuelta en las elecciones presidenciales, cuando el total de los votos válidos, los votos en blanco constituyan la mayoría. Tratándose de elecciones unipersonales no podrán presentarse los mismos candidatos, mientras que en las corporaciones públicas no se podrán presentar a las nuevas elecciones las listas que no hayan alcanzado el umbral". 
Según lo anterior, si en la repetición de las votaciones llegara a ganar nuevamente el voto en blanco, quedaría como ganador el candidato que alcanzó la mayoría de votos válidos en el certamen electoral. Por lo cual, se elegirá el segundo puesto en votos. La Corte Constitucional, en sentencia C-490 de 2011 declaró inexequible la norma de la Reforma Política que ordenaba repetir elecciones «cuando el voto en blanco obtenga más votos que el candidato o lista que haya sacado la mayor votación» y en consecuencia la mayoría necesaria para repetir la elección es mayoría absoluta, es decir el 50% más 1 de los votos válidos, y no mayoría simple.

## Precandidatos por partido o coalición

### Pacto Histórico
La coalición de gobierno que llevó a la presidencia a Gustavo Petro conocida como coalición Pacto Histórico, no ha logrado la unidad para presentarse como un partido unitario. Por tal razón quienes la conforman o apoyan podrían presentarse en diferentes coaliciones o candidaturas.
Las candidaturas se están definiendo de la siguiente forma:

#### Pacto Histórico (partido)
El partido Pacto Histórico, decidió realizar una consulta popular el 26 de octubre de 2025 donde se elegirá un candidato único que a su vez se comprometerá a participar en el llamado frente amplio con candidatos afines al proyecto de centro izquierda que participarían en una consulta en marzo de 2026. Los siete precandidatos son:
| Partido y/o Coalición | Partido y/o Coalición | Fotografía                                              | Titular | Cargos públicos |
| --------------------- | --------------------- | ------------------------------------------------------- | --- | --------------- |
|                       | Pacto Histórico       |                                                         | Alí Bantú Ashanti Abogado (38 años) Timbiquí | - Ninguno       |
|                       | Pacto Histórico       | Gustavo Bolívar Escritor (59 años) Girardot             | - Senador de la República (2018-2022) - Director General de Prosperidad Social (2024-2025)                                                                            |                 |
|                       | Pacto Histórico       | Carolina Corcho Médica (42 años) Medellín               | - Ministra de Salud y Protección Social (2022-2023) |                 |
|                       | Pacto Histórico       | Gloria Flórez Socióloga (63 años) Bucaramanga           | - Secretaria de Gobierno de Bogotá (2014-2016) - Senadora de la República (2022-)                                                                                     |                 |
|                       | Pacto Histórico       | Susana Muhamad Politóloga (48 años) Barranquilla        | - Concejal de Bogotá (2020-2022) - Ministra de Medio Ambiente y Desarrollo Sostenible (2022-2025)                                                                     |                 |
|                       | Pacto Histórico       | María José Pizarro Diseñadora de joyas (47 años) Bogotá | - Representante a la Cámara por Bogotá (2018-2022) - Senadora de la República (2022-)                                                                                 |                 |
|                       | Pacto Histórico       | Daniel Quintero (45 años) Ingeniero Electrónico         | - Gerente de Innpulsa (2015-2016) - Viceministro de la Información y Comunicaciones para la Economía Digital (2016-2017) - Alcalde de Medellín (2020-2022; 2022-2023) |                 |

#### Frente Amplio (posibles candidatos)
Otros candidatos que han acompañado el proyecto político del Pacto Histórico y han manifestado su interés de participar en el llamado «Frente amplio», donde se pretende ampliar la alianza con una mayor diversidad de grupos políticos.
| Partido y/o Coalición                    | Partido y/o Coalición | Fotografía                                                        | Titular | Cargos públicos |
| ---------------------------------------- | --------------------- | ----------------------------------------------------------------- | --- | --- |
|                                          | Fuerza de la Paz      |                                                                   | Roy Barreras Médico (62 años) Cali | - Representante a la Cámara por Valle del Cauca (2006-2010) - Senador de la República (2010-2023) - Presidente del Senado de la República (2012-2013) - Presidente del Senado de la República (2022-2023) - Embajador de Colombia en Reino Unido (2023-2025) |
| ¡En Marcha!                              |                       | Juan Fernando Cristo Abogado (61 años) Cúcuta                     | - Viceministro de Relaciones Exteriores (1995-1996) - Embajador de Colombia en Grecia (1996-1997) - Senador de la República (1998-2014) - Presidente del Senado de la República (2013-2014) - Ministro del Interior (2014-2017; 2024-2025) | |
| Colombia Renaciente                      |                       | Luis Gilberto Murillo Ingeniero de Minas (59 años) Medio San Juan | - Gobernador de Chocó (1998-1999; 2012) - Ministro de Ambiente y Desarrollo Sostenible (2016-2018) - Embajador de Colombia en Estados Unidos (2022-2024) - Ministro de Relaciones Exteriores (2024-2025)                                   | |
| Movimiento Alternativo Indígena y Social |                       | Martha Peralta Abogada (36 años) Monguí (Riohacha)                | - Senadora de la República (2022-) | |
| Independiente                            |                       | Camilo Romero Periodista (49 años) Ipiales                        | - Senador de la República (2010-2014) - Gobernador de Nariño (2016-2019) - Embajador de Colombia ante la República Argentina (2022-2025)                                                                                                   | |

#### Coalición Unitarios
La coalición Unitarios agrupa a partidos y movimientos políticos cercanos al Pacto Histórico y a la coalición de gobierno del Presidente Gustavo Petro, que han decidido no integrarse en el partido único promovido por dicha colectividad. Esta alianza ha anunciado su interés en promover listas al Congreso en las elecciones legislativas y de participar con precandidaturas presidenciales que conformen un Frente Amplio con el Pacto Histórico. Sus potenciales precandidatos son:
| Partido y/o Coalición | Partido y/o Coalición | Fotografía                                                | Titular | Cargos públicos                                                             |
| --------------------- | --------------------- | --------------------------------------------------------- | --- | --------------------------------------------------------------------------- |
|                       | Coalición Unitarios   |                                                           | Carlos Caicedo (59 años) Abogado | - Alcalde de Santa Marta (2012-2016) - Gobernador del Magdalena (2020-2024) |
|                       | Coalición Unitarios   | Luis Carlos Reyes (42 años) Economista                    | - Director de la DIAN (2022-2024) - Ministro de Comercio, Industria y Turismo (2024-2025) |                                                                             |
|                       | Coalición Unitarios   | Clara López Obregón Economista y abogada (75 años) Bogotá | - Concejal de Bogotá (1984-1986) - Auditora General de la República (2003-2005) - Secretaria de Gobierno de Bogotá (2008-2010) - Alcaldesa Mayor (E) de Bogotá (2011-2012) - Ministra del Trabajo (2016-2017) - Senadora de la República (2022-) |                                                                             |

### Coalición ¡Ahora Colombia!
El 20 de julio de 2025, el exgobernador de Antioquia, Sergio Fajardo, oficializó su candidatura presidencial como representante del partido Dignidad y Compromiso. Además su partido conformó una coalición para el congreso llamada ¡Ahora Colombia!, conformada por el Partido MIRA, el Nuevo Liberalismo y Dignidad y Compromiso. Sin embargo aclararon que esta coalición no es para candidaturas presidenciales, solo para listas al congreso.
Por su parte el presidente y líder del Nuevo Liberalismo, el exsenador Juan Manuel Galán, también confirmó su aspiración a la Presidencia de la República.
| Partido o Coalición | Partido o Coalición                                                              | Partido o Coalición | Partido o Coalición   | Fotografía                             | Precandidato | Cargos públicos                                                         |
| ------------------- | -------------------------------------------------------------------------------- | ------------------- | --------------------- | -------------------------------------- | --- | ----------------------------------------------------------------------- |
|                     | Coalición ¡Ahora Colombia! (Coalición parlamentaria sin compromiso presidencial) |                     | Dignidad y Compromiso |                                        | Sergio Fajardo (69 años) Matemático                                                                                             | - Alcalde de Medellín (2004-2008) - Gobernador de Antioquia (2012-2016) |
|                     | Coalición ¡Ahora Colombia! (Coalición parlamentaria sin compromiso presidencial) | Nuevo Liberalismo   |                       | Juan Manuel Galán (53 años) Politólogo | - Viceministro de Juventud (1998-2000) - Embajador de Colombia en Reino Unido (2004-2005) - Senador de la República (2006-2018) |                                                                         |

### Partido Centro Democrático
Dentro del partido Centro Democrático, se definieron cinco precandidatos para competir por el aval del uribismo para la presidencia. El número se redujo a cuatro tras el fallecimiento de Miguel Uribe Turbay el 11 de agosto de 2025, a causa de un atentado contra su vida sufrido el 7 de junio de 2025. Es posible que el ganador forme una gran coalición con candidatos de oposición al gobierno y que pertenezcan al espectro de centro derecha, derecha y conservadores. Los precandidatos del Centro Democrático son:
| Partido y/o Coalición | Partido y/o Coalición | Fotografía                                           | Titular                                                                          | Cargos públicos                                                                       |
| --------------------- | --------------------- | ---------------------------------------------------- | -------------------------------------------------------------------------------- | ------------------------------------------------------------------------------------- |
|                       | Centro Democrático    |                                                      | María Fernanda Cabal Politóloga (59 años) Cali                                   | - Representante a la Cámara por Bogotá (2014-2018) - Senadora de la República (2018-) |
|                       | Centro Democrático    | Andrés Guerra Comunicador social (52 años) Medellín  | - Diputado de Antioquia (2012-2014; 2020-2021) - Senador de la República (2022-) |                                                                                       |
|                       | Centro Democrático    | Paola Holguín Comunicadora social (51 años) Medellín | - Senadora de la República (2014-)                                               |                                                                                       |
|                       | Centro Democrático    | Paloma Valencia Abogada y Filósofa (47 años) Popayán | - Senadora de la República (2014-)                                               |                                                                                       |

### Partido Cambio Radical
Dentro del partido Cambio Radical hay dos posibles precandidatos para competir por el aval para las elecciones de 2026.
| Partido y/o Coalición | Partido y/o Coalición  | Fotografía                             | Titular | Cargos públicos |
| --------------------- | ---------------------- | -------------------------------------- | --- | --- |
|                       | Partido Cambio Radical |                                        | Temístocles Ortega (71 años) Abogado | - Viceministro de Justicia (1986-1990) - Gobernador del Cauca (1992-1995; 2012-2015) - Magistrado del Consejo de la Judicatura (2002-2008) - Senador de la República (2018-2022; 2025-) |
|                       | Partido Cambio Radical | Germán Vargas Lleras (64 años) Abogado | - Concejal de Bogotá (1990-1994) - Senador de la República (1994-2008) - Presidente del Senado de la República (2003-2004) - Presidente de Cambio Radical (2007-2010) - Ministro del Interior y Justicia (2010-2012) - Ministro de Vivienda, Ciudad y Territorio (2012-2013) - Vicepresidente de la República (2014-2017) | |

### Partido Liberal Colombiano
Dentro del partido Liberal hay dos precandidatos que han manifestado su interés por recibir el aval para las elecciones de 2026.
| Partido y/o Coalición | Partido y/o Coalición      | Fotografía                       | Titular | Cargos públicos |
| --------------------- | -------------------------- | -------------------------------- | --- | --- |
|                       | Partido Liberal Colombiano |                                  | Héctor Espinosa (44 años) Abogado | - Alcalde Municipal de Sincé (2008-2012) - Viceministro del Interior de Relaciones Políticas (2017-2018) - Gobernador de Sucre (2020-2024) |
|                       | Partido Liberal Colombiano | Mauricio Gómez (44 años) Abogado | - Edil de Barranquilla por Norte-Centro Histórico (2004-2008) - Concejal de Barranquilla (2008-2013) - Representante a la Cámara por Atlántico (2014-2018) - Senador de la República (2018-) | |

### Partido Alianza Verde
Dentro del partido Alianza Verde hay dos precandidatos que han manifestado su interés por recibir el aval para las elecciones de 2026.
| Partido y/o Coalición | Partido y/o Coalición | Fotografía                                         | Titular                           | Cargos públicos                                                             |
| --------------------- | --------------------- | -------------------------------------------------- | --------------------------------- | --------------------------------------------------------------------------- |
|                       | Partido Alianza Verde |                                                    | Luis Carlos Leal (38 años) Médico | - Concejal de Bogotá (2020-2024) - Superintendente Nacional de Salud (2024) |
|                       | Partido Alianza Verde | Jonathan Ferney Pulido (34 años) Músico y Youtuber | - Senador de la República (2022-) |                                                                             |

## Precandidatos inscritos por comités de firmas
Los ciudadanos que deseen aspirar a la Presidencia de la República, y que no se encuentren avalados por partidos políticos con personería jurídica, tendrán la oportunidad de conformar grupos significativos de ciudadanos para poder ser avalados por firmas ciudadanas; este tipo de candidaturas se conocen como candidaturas independientes. Dentro de quienes han inscrito su comité de firmas se destacan a continuación los más reconocidos públicamente:
| Movimiento                        | Fotografía | Titular                                                                      | Cargos públicos |
| --------------------------------- | ---------- | ---------------------------------------------------------------------------- | --- |
| Causa Colombia                    |            | Jaime Araújo Rentería Abogado (69 años) La Paz                               | - Magistrado de la Corte Constitucional (2001-2009) |
| Romper El Sistema                 |            | Santiago Botero Jaramillo Ingeniero agrónomo (51 años) Medellín              | - Ninguno |
| Avanza Colombia                   |            | Mauricio Cárdenas Economista (63 años) Bogotá                                | - Ministro de Desarrollo Económico (1994) - Ministro de Transporte (1998-1999) - Director Nacional de Planeación (1999-2000) - Ministro de Minas y Energía (2011-2012) - Ministro de Hacienda y Crédito Público (2012-2018)                 |
| Valientes                         |            | Vicky Dávila Comunicadora social (52 años) Buga                              | - Ninguno |
| Defensores de la Patria           |            | Abelardo de la Espriella Abogado (47 años) Montería                          | - Ninguno |
| Colombia, una nueva historia      |            | Leonardo Huerta Abogado (47 años) Pereira                                    | - Delegado de la Defensoría del Pueblo para la Salud y la Seguridad Social (2021-2025) |
| Firmes Con Lizcano: Colombianismo |            | Mauricio Lizcano Abogado (49 años) Medellín                                  | - Representante a la Cámara por Caldas (2006-2010) - Senador de la República (2010-2018) - Director General del DAPRE (2022-2023) - Ministro de las Tecnologías de la Información y las Comunicaciones (2023-2025)                          |
| Con Claudia, Imparables           |            | Claudia López Politóloga (55 años) Bogotá                                    | - Senadora de la República (2014-2018) - Alcaldesa de Bogotá (2020-2023) |
| Sí Hay Un Camino                  |            | David Luna Abogado (50 años) Bogotá                                          | - Edil de Chapinero (1998-2000) - Concejal de Bogota (2001-2006) - Representante de la Cámara por Bogotá (2006-2010) - Ministro de las Tecnologías de la Información y las Comunicaciones (2015-2018) - Senador de la República (2022-2025) |
| Con Toda Por Colombia             |            | Juan Daniel Oviedo Economista (48 años) Bogotá                               | - Director del DANE (2018-2022) - Concejal de Bogotá (2024-2025) |
| Rescatemos a Colombia             |            | Daniel Palacios Politólogo (42 años)                                         | - Concejal de Bogotá (2016-2019) - Ministro del Interior (2020-2022) |
| Luz para Colombia                 |            | Luz María Zapata Politóloga (57 años) Pereira                                | - Ninguno |
| La fuerza de las regiones         |            | Juan Guillermo Zuluaga Administrador público (54 años) San José del Guaviare | - Alcalde de Villavicencio (2012-2015) - Ministro de Agricultura y Desarrollo Rural (2017-2018) - Gobernador del Meta (2020-2023) |

### Potenciales candidatos independientes
Personas que han expresado su intención de ser candidatos pero no se han inscrito formalmente:
| Movimiento    | Fotografía | Titular                                                             | Cargos públicos |
| ------------- | ---------- | ------------------------------------------------------------------- | --- |
| Independiente |            | Maurice Armitage Empresario (80 años) Cali                          | - Alcalde de Cali (2016-2020) |
| Independiente |            | Juan Carlos Cárdenas Ingeniero civil (61 años) Bucaramanga          | - Alcalde de Bucaramanga (2020-2023) |
| Independiente |            | Carlos Felipe Córdoba Abogado (45 años) Pereira                     | - Auditor General de la República (2015-2017) - Contralor General de la República (2018-2022)                                              |
| Independiente |            | Aníbal Gaviria Administrador de empresas (59 años) Medellín         | - Gobernador de Antioquia (2004-2007; 2020-2023) - Alcalde de Medellín (2012-2015)                                                         |
| Independiente |            | Enrique Peñalosa Economista (70 años) Washington D. C.              | - Diputado de Cundinamarca (1984-1986) - Representante a la Cámara por Bogotá (1990-1991) - Alcalde Mayor de Bogotá (1998-2000; 2016-2019) |
| Independiente |            | Juan Carlos Saldarriaga Abogado (52 años) San Roque                 | - Alcalde de Soacha (2020-2023) |
| Independiente |            | Jairo Yáñez Ingeniero civil (64 años) Tunja                         | - Alcalde de Cucuta (2020-2023) |
| Independiente |            | José Manuel Ríos Morales Administrador financiero (55 años) Armenia | - Alcalde de Armenia (2020-2023) |
| Independiente |            | Miguel Abraham Polo Polo Administrador público (29 años) Cartagena  | - Representante a la Cámara (2022-actualidad)                                                                                              |

### Otros potenciales candidatos
Los siguientes no han expresado explícitamente su intención de participar en las elecciones pero son mencionados por la prensa y por las encuestas como posibles candidatos.
| Fotografía | Potencial candidato                                             | Afiliación política | Cargos públicos recientes |
| ---------- | --------------------------------------------------------------- | ------------------- | --- |
|            | Francisco Barbosa Abogado (51 años) Bogotá                      | Independiente       | - Consejero Presidencial para los Derechos Humanos y Asuntos Internacionales (2018-2020) - Fiscal General de la Nación (2020-2024) |
|            | Jairo Clopatofsky Administrador de empresas (63 años) Cartagena | Independiente       | - Representante a la Cámara por Bogotá (1991-1994) - Senador de la República (1994-1998; 2002-2004; 2005-2010) - Director Nacional de Coldeportes (2010-2012) - Consejero para la Participación y la Discapacidad (2019-2021) - Embajador de Colombia en Jamaica (2021-2022) |
|            | Alejandro Gaviria Ingeniero civil (59 años) Santiago de Chile   | Independiente       | - Subdirector del Departamento Nacional de Planeación (2002-2004) - Ministro de Salud y Protección Social (2012-2018) - Ministro de Educación Nacional (2022-2023) |
|            | Juan Carlos Pinzón Economista (53 años) Bogotá                  | Independiente       | - Embajador de Colombia en los Estados Unidos (2015-2017) (2021-2022) - Ministro de Defensa Nacional (2011-2015) |
|            | Marta Lucía Ramírez Abogada (71 años) Bogotá                    | Partido Conservador | - Ministra de Comercio Exterior (1998-2002) - Ministra de Defensa Nacional (2002-2003) - Senadora de la República (2006-2009) - Vicepresidente de Colombia (2018-2022) - Ministra de Relaciones Exteriores (2021-2022)                                                       |

### Candidaturas descartadas
- Francia Márquez: Vicepresidenta de Colombia y exministra de la Iguadad y Equidad.[71]
- Verónica Alcocer: Primera dama de Colombia.[72]
- Elsa Noguera: Exalcaldesa de Barranquilla, exgobernadora del Atlántico y exministra de Vivienda.[73]
- Carlos Amaya: Gobernador de Boyacá y exrepresentante a la Cámara por Boyacá.[74]
- Alfredo Saade Vergel: Líder comunitario evangélico. En junio de 2025 aceptó el cargo de Jefe de Despacho Presidencial, lo que lo inhabilita para participar en la contienda.[75]
- Oscar Naranjo: Exdirector de la Policía Nacional de Colombia y exvicepresidente de Colombia. Descartó ser candidato a pesar de que algunas personas mostraron su interés por apoyarlo.[76]
- Jaime Pumarejo: Exministro de Vivienda y exalcalde de Barranquilla. Descartó su aspiración presidencial debido a que aceptó dirigir el periódico financiero Portafolio.[77]
- Miguel Uribe Turbay: Exsecretario de Gobierno de Bogotá y Senador de la República. Falleció el 11 de agosto después de sufrir un atentado el día 7 de junio en Bogotá.[78]
- Eduardo Zapateiro: Excomandante del Ejército Nacional de Colombia. Descartó su aspiración presidencial para apoyar la candidatura de Abelardo de la Espriella, enviando un mensaje de unión.[79]